# Lízino rande s blbostí
Lízino rande s blbostí (v anglickém originále Lisa's Date with Density) je 7. díl 8. řady (celkem 160.) amerického animovaného seriálu Simpsonovi. Scénář napsal Mike Scully a díl režírovala Susie Dietterová. V USA měl premiéru dne 15. prosince 1996 na stanici Fox Broadcasting Company a v Česku byl poprvé vysílán 5. ledna 1999 na stanici ČT1.

## Děj
Školní inspektor Chalmers navštíví ředitele Skinnera na Springfieldské základní škole, aby se pochlubil nově zakoupenou Hondou Accord z roku 1979. Chalmers je rozrušený, když zjistí, že na kapotě chybí ozdobné logo ve tvaru „H“. Skinner nařídí prohledat skříňky všech žáků, čímž odhalí, že pachatelem je školní rváč Nelson Muntz. Za trest je Nelson nucen vrátit majitelům všechny ukradené předměty nalezené ve skříňce; je také nucen vykonávat úklidové práce se školníkem Williem. 
Líza je přistižena, jak na Nelsona zírá při zkoušce kapely, a nevědomky tak způsobí rozruch mezi studenty. Poté, co zůstane po škole a je nucena napsat kajícný vzkaz na tabuli, nahlas přemýšlí, jak to Bart každý týden dělá. Líza, uvědomujíc si, že je do Nelsona zamilovaná, přiměje Milhouse, aby mu ve třídě předal milostný vzkaz. Nelson si myslí, že h milostný vzkaz napsal Milhouse, a tak zmlátí ho. Líza se Nelsonovi přizná, že vzkaz napsala ona, a brzy se spolu poprvé políbí na Springfieldské hvězdárně. 
Líza slíbí, že z Nelsona udělá milého, dobře vychovaného mladíka. Vliv Nelsonových přátel Jimba, Dolpha a Kearneyho však převáží, když ho přesvědčí, aby zdemoloval dům ředitele Skinnera. Poté, co Skinner zavolá policii, čtveřice chlapců uteče. Nelson se uchýlí do domu Simpsonových a trvá na tom, že je nevinný; Líza mu věří, dokud Nelson nechtěně neprozradí, že se na útoku na Skinnera podílel. Líza si uvědomí, že Nelsona nedokáže napravit, a ukončí vztah s ním. 
V podzápletce šéf Wiggum zatkne podvodníka za telemarketingový podvod. Homer se stane svědkem zatčení a vezme si z odpadkového koše vyhozený automatický volací přístroj. Pod přezdívkou „šťastný chlap“ použije přístroj k telemarketingovému plánu, aby všechny přesvědčil, aby mu poslali peníze. Jeho telefonáty otravují celé město a náčelník Wiggum ho chytí. Místo, aby automat zabavil a vzal Homera do vazby, přístroj střelbou zdemoluje a požádá Homera, aby ho přinesl k soudnímu slyšení, aby nebylo obvinění zrušeno pro nedostatek důkazů. V závěrečných titulcích opravený automat přehrává Homerovu novou, soudem nařízenou zprávu, v níž žádá obyvatele, aby mu odpustili a poslali peníze na účet „omlouvajícího se chlapa“.

## Produkce
Myšlenka, že Líza bude chodit s Nelsonem, se objevovala již delší dobu, přičemž bylo předloženo několik různých verzí. Scenáristé chtěli pro vyvážení epizody „hloupoučký“ příběh s Homerem a nějakou dobu se objevoval i nápad využít k tomuto účelu telemarketingový podvod. V té době se v seriálu začaly objevovat epizody točící se kolem vedlejších postav. Tato epizoda byla první, která se točila kolem Nelsona, a byla vytvořena proto, aby částečně vysvětlila, proč se Nelson chová tak, jak se chová. Slovy k Nelsonově písni přispěly dcery Mikea Scullyho. Scénu, v níž Milhouse předává Nelsonovi Lízin vzkaz, napsal Bill Oakley, přičemž hlášku „Teď tě neuslyší, museli jsme mu zabalit uši do gázy.“ napsal George Meyer. Proběhla debata o tom, jak moc zraněně by měl Milhouse vypadat, aby to nepůsobilo rušivě, a bylo rozhodnuto, že kapka krve, která mu teče z nosu, bude stačit. Milhouse, který má rád vazelínu na toastu, byl založen na spolužáku Joshe Weinsteina, který každý den nastupoval do autobusu s kouskem toastu, na kterém byla vazelína.

## Kulturní odkazy
Většina příběhu je odkazem na film Rebel bez příčiny. Líza poznamenává, že Nelson je „jako hádanka zabalená v záhadě zabalené do vesty“, což je odkaz na „hádanku zabalenou v záhadě uvnitř záhady“; to byl názor Winstona Churchilla na Rusko na začátku druhé světové války.

## Přijetí
V původním vysílání se epizoda umístil na 63. místě v žebříčku sledovanosti v týdnu od 9. do 15. prosince 1996 s ratingem 7,4, což odpovídá přibližně 7,2 milionu domácností. Byl to pátý nejlépe hodnocený pořad na stanici Fox v tom týdnu, po seriálech Akta X, Melrose Place, Beverly Hills 90210 a Party of Five.
Autoři knihy I Can't Believe It's a Bigger and Better Updated Unofficial Simpsons Guide Warren Martyn a Adrian Wood označili za „působivé“, jak „i poté, co Nelson zmlátil [Milhouse] za to, že zřejmě udělal průšvih, [Milhouse] stále udělá cokoli pro bezstarostnou Lízu“. 
Josh Weinstein díl označil za jednu z „nejreálnějších“ epizod a poznamenal, že každá postava v epizodě, od Chalmerse až po Lízu, se po celou dobu chová jako skutečný člověk. Lékařova hláška „Teď tě neuslyší, museli jsme mu zabalit uši do gázy.“ patří k oblíbeným hláškám Matta Groeninga. Margina hláška „Když jsem se seznámila s tvým otcem, byl hrubý, drsný a neotesaný. Ale tvrdě jsem na něm pracovala a teď je z něho úplně jiný člověk.“ patří k oblíbeným hláškám Susie Dietterové, protože vysvětluje, proč je Marge stále vdaná za Homera i přes jeho činy.
Yeardley Smithová, hlas Lízy, se zmínila, že tato epizoda je jednou z jejích nejoblíbenějších epizod Simpsonových všech dob.
Jedná se také o jednu z několika epizod, kterou herci předvedli naživo před publikem.